# Felsőrákos
Felsőrákos est un quartier situé dans le 10e arrondissement de Budapest. 